# Yoshiaki Shimojo
Yoshiaki Shimojo (下條 佳明, Shimojo Yoshiaki) est un footballeur japonais né le 10 mai 1954.

## Palmarès de joueur
- Vice-champion du Japon en 1983 et 1984
- Vainqueur de la Coupe du Japon en 1983 et 1985
- Finaliste de la Coupe de la Ligue japonaise en 1983 et 1985